# Drepànids
Els drepànids (Drepanidae) són una família de lepidòpters ditrisis de la superfamília dels drepanoïdeus (Drepanoidea). amb un miler d'espècies registrades tothom.
Els membres de la subfamília Thyatirinae, prèviament en la seva pròpia família, tenen una semblança superficial amb els noctúids (Noctuidae). Moltes espècies d'aquest grup tenen un àpex distintiu en forma de ganxo en les ales anteriors.

## Taxonomia
La família dels drepànids inclou 660 espècies repartides en tres subfamílies que comparteixen el mateix tipus d'òrgan auditiu:
- Subfamília Drepaninae Meyrick, 1895
- Subfamília Thyatirinae Smith, 1893
- Subfamília Cyclidiinae Warren, 1922